# Gladiolus stefaniae
Gladiolus stefaniae är en irisväxtart som beskrevs av Anna Amelia Obermeyer. Gladiolus stefaniae ingår i släktet sabelliljor, och familjen irisväxter. Inga underarter finns listade i Catalogue of Life.